# Île de la Corne
L'Île de la Corne est un îlot inhabité qui se situe à 1 km à l'Ouest du Cap Sandalo et de l'Île San Pietro. Elle fait partie de l'Archipel des Sulcis, près des côtes de la Sardaigne. Elle est rattachée administrativement à la province du Sud-Sardaigne.

## Géographie
L'îlot est en grande partie rocheux et atteint la hauteur maximale de 15 m au-dessus du niveau de la mer alors que sa superficie est d'à peine 2 000 m2. Pour la limpidité de ses eaux et la richesse de ses fonds marins, elle est un lieu privilégié pour les plongeurs sous-marins.

## Sources de traduction
- (it) Cet article est partiellement ou en totalité issu de l’article de Wikipédia en italien intitulé « Isola del Corno » (voir la liste des auteurs).